# Juan Emmanuel Ponce de León
Juan Emmanuel Ponce de León (Caseros, provincia de Entre Ríos, 17 de mayo de 1982) es un poeta y escritor argentino. Integra diversas antologías nacionales y extranjeras. Actualmente reside en Anchorena (San Luis).

## Biografía
Vivió hasta los 26 años en su localidad natal: Caseros, provincia de Entre Ríos. Desde 2009 reside en Anchorena (San Luis) localidad donde ejerce la docencia. Editó cinco libros de poesía, poemarios, libros electrónicos y audiolibros donde ha musicalizado cada uno de los poemas presentados. Obtuvo diferentes distinciones por su quehacer literario: diferentes filiales de SADE, editoriales, diarios y revistas le han otorgado diferentes premios.

## Obra

### Publicaciones individuales
- 2003- "Tinta como sangre". Ed. del autor. (poemario)
- 2006- "Los silencios y la palabra". Ed. del Clé. (poemario)
- 2006- "Patio de infancia". Ed. del León Taurino. (poemario)
- 2008- "La finitud del vuelo". Ed. de la Biblioteca Pública Municipal de Caseros. (libro)
- 2010- "La siesta inesperada". Ed. Aries & Instituto Cultural Latinoamericano (libro)
- 2013- "Final de la calle". Ed. Dunken (libro)
- 2014- "Poemas ayer" (el pasado que digo entre poemas) Ed. del León Taurino  (Audiolibro y eBook)
- 2014- "Patio de infancia / Pátio de infância" (Edición bilingüe portugués - español) Ed. del León Taurino (eBook)
- 2014- "Cuaderno de la infancia país". Ed. De los Cuatro Vientos. (libro)
- 2015- "El campo que ardía". Ed. Del León Taurino (eBook)
- 2015- “Abrapalabras”. Ed. Del León Taurino (audiolibro)
- 2017- “Dele llover”. Ed. Del León Taurino (eBook)
- 2017- “Viaje adentro”. Ed. Del León Taurino (eBook)
- 2020- “Mancha verde”. Ed. Del León Taurino (eBook)
- 2021- "Mirador para tormentas". Puntoaparte Ediciones (libro)

### Antologías
- 2002- Antología de Literatura, Artes plásticas e Historia.
- 2005- "Desde la palabra". Ed. Dunken.
- 2005- "A Tiempo" Cuaderno SADE Nro 5. Ed. Dunken
- 2006- "El río demorado". Ed. Dunken.
- 2007- "Nuevos Autores 2". Ed. de Entre Ríos.
- 2007- "A Tiempo" Cuaderno SADE Nro 7.Ed. Dunken.
- 2007- "Fiesta Provincial de la Poesía". Ed. de Entre Ríos.
- 2007- "III Encuentro Provincial de Escritores". EDUNER.
- 2007- "Poesía insomne". Ed. Dunken.
- 2008- "A Tiempo" Cuaderno SADE Nro 8. Ed. Dunken.
- 2008- "Ganadores 2008". Ed. Aries.
- 2008- "IV Encuentro Provincial de Escritores". EDUNER.
- 2009- "Fiesta Provincial de la Poesía 2007-2008". Ed. de Entre Ríos."
- 2010- "Ser voz en el silencio". Ed. Galia´s.
- 2010- "Bitácora". Ed. Dunken.
- 2010- "Palabras de amor". Ed. Letras Nuevas
- 2011- "La estrella del poeta". Ed. Dunken
- 2011- "Puño y letra de gente nuestra". Gráfica Mitre
- 2012- "Del pequeño país al mundo". Editorial SADE San Luis
- 2012- "Poetas y narradores contemporáneos". Ed. De los Cuatro Vientos
- 2012- "Detrás de la palabra". Ed. Dunken
- 2012- "Selección de las provincias". Ed. Dunken
- 2012 - "La Juntada IV Festival de Poesía Joven Argentina". Ed. La Guillotina
- 2013 - "Nueva Literatura Argentina". Ed. De los Cuatro Vientos
- 2013 - "Premiados 2013". Ed. Mis escritos
- 2013 - "Jóvenes escritores argentinos". Ed. Mis escritos
- 2013 - "Por amor al arte IV". Ed. Novelarte
- 2013 - "Arte poética". Ed. Mis escritos
- 2013 - "En alas de un sueño". Ed. Mis escritos
- 2014- "La metáfora incompleta". Bruma Ediciones (Mendoza)
- 2015- "Primer Festival Literario SADE San Luis"
- 2015 - "El lugar de la ausencia". Bruma Ediciones (Mendoza)
- 2015 - "A la luz de los caireles". Ed. Dunken.
- 2016 - "Antología del viento. Herencia de agua". Ed. Dunken
- 2017 - "Tinta, Palabra y Papel". La Hora del Cuento
- 2017 - "Micrópticos". Ed. Dunken
- 2018 - "Nueva Literatura Argentina". Ed. De los Cuatro Vientos
- 2019 - "La sed del agua". Ed. Dunken

### Premios
- 2002- Mención en los Juegos Florales Provinciales "Luis Gonzaga Cerrudo", organizados por la SADE – Seccional Río Uruguay. (Concepción del Uruguay, Entre ríos)
- 2005- Tercer premio en el Concurso de Poesía "Uniendo voces", organizado por el Club de Leones. (Concepción del Uruguay, Entre Ríos)
- 2006- Primer Premio en el "III Certamen de Poesía Homenaje a Dora Hoffmann", evento organizado por SADE – Seccional Gualeguaychú. (Gualeguaychú, Entre Ríos).
- 2006- Tercer Premio en el Certamen "Nuevos Autores 2", organizado por la Editorial de Entre Ríos
- 2006- Primer Accésit en el Certamen "I Certamen de Poesía y Narrativa Palabras Diversas", organizado por la Revista homónima de Madrid, España.
- 2008- Primer Premio en el "V Concurso internacional de poesía y narrativa" organizado por el Instituto Cultural Latinoamericano. (Buenos Aires)
- 2008- Primer Premio en el "Certamen literario nacional Poeta Beatriz Naidenoff", organizado por SADE - Seccional Sáenz Peña (Chaco).
- 2008- Mención en el Certamen Literario 2008, organizado por la UTN-FRD de Campana (Buenos Aires).
- 2008- Premio ESCENARIO en el Rubro Letras / Poesía, por su libro "La finitud del vuelo", entregado por el Diario UNO.
- 2012- Mención en PREMIO "ANTONIO ESTEBAN AGÜERO DE RELATO Y ENSAYO", organizado por SADE - Seccional San Luis (San Luis), Unión Hispanoemaricana de Escritores y la Revista Mandala Literaria.
- 2012- Primer Premio en Certamen "Poetas y Narradores contemporáneos", organizado por Editorial de los Cuatro Vientos (Buenos Aires).
- 2012- Premio Selección de textos 2012 de Editorial Dunken por el libro "Final de la calle" (Buenos Aires).
- 2013- 3.er Premio en 5.º Certamen Nacional de Poesía y Cuento "Jóvenesescrit ores Argentinos". Organizado por Editorial "Mis escritos" (Buenos Aires).
- 2013- Mención en 12do Certamen Internacional de Poesía y Cuento. Organizado por Editorial "Mis escritos" (Buenos Aires).
- 2014- 3.er Premio en el I Premio de Poesía Roberto Juarroz. Organizado por Bruma Ediciones (Mendoza).
- 2014- 2.º Premio en Certamen Internacional de Poesía Alejandra Pizarnik. Organizado por Bruma Ediciones (Mendoza).